# Mirror Blue
Mirror Blue è il settimo album in studio da solista del cantautore britannico Richard Thompson, pubblicato nel 1994.

## Tracce
1. For the Sake of Mary – 4:19
2. I Can't Wake Up to Save my Life – 3:11
3. MGB-GT – 3:35
4. The Way That it Shows – 6:08
5. Easy There, Steady Now – 4:43
6. King of Bohemia – 3:42
7. Shane and Dixie – 4:05
8. Mingus Eyes – 4:47
9. I Ride in Your Slipstream – 4:06
10. Beeswing – 5:30
11. Fast Food – 2:44
12. Mascara Tears – 3:36
13. Taking my Business Elsewhere – 4:28

## Formazione
- Richard Thompson – chitarra, voce, mandolino
- Mitchell Froom – tastiera
- Jerry Scheff – basso, contrabbasso
- Pete Thomas – batteria
- Christine Collister – cori
- Michael Parker – cori
- John Kirkpatrick – fisarmonica, concertina
- Danny Thompson – contrabbasso
- Alistair Anderson – concertina, cornamusa del Northumberland
- Philip Pickett – ciaramella
- Tom McConville – fiddle
- Martin Dunn – flauto